# النقش يم 1200
النقش يم 1200 (المعروف أيضًا بـYM 1200) هو من النقوش العربية ما قبل الإسلام أحد النقوش العربية التي اكتشفت في جنوب الجزيرة العربية، وهي موجودة الآن داخل المتحف الوطني اليمني. كُتِب هذا النقش باللغة السبئية ويرجع تاريخه إلى القرن الخامس الميلادي. وهو أيضًا نقش تذكاري. وقد تُرجِم النقش يم 1200 لأول مرة على يد إيونا غايدا في عام 1998.

## المحتوى
يبلغ طول النقش ثمانية أسطر، وهو ينص على (مُترجم من الإنجليزية):
مَرْدِلُن يَنْعَمُ م↯[لك سُبْ و-ض-ريدن و-حضرموت و-يمنت و-عَرب-هُم]مُو تُودَم و-ث(م)↯[ت بن لحيت ينف مالك سُبْ و-ض-ريدن و-حَ]—رُمَوْت و-يمنت و-↯[عَرب-همو تُودَم و-ث(م)↯[عَرب-همو تُودَم و-ث(م)↯[عَرب-همو تُودَم و-ث(م)↯[عَرب-همو]—رُمَوْت و-يمنت و-↯[عَرب-همو تُودَم و-ث(م)↯ و-ثمت برʾو و-هقس²بن و-]ثوبن م ك(ر)↯[بن ... ...]-هو و-رḥبن كنست↯[... ...]كل س²يʾ-هو قس²بم ↯[... ...]

تنص الترجمة الحرفية باللغة الإنجليزية، التي حررها وفسرها لأول مرة إيونا جاجدا، على ما يلي (وهنا الترجمة العربية لنص إيونا جاجدا):
مرثد ألن ينعم ملك سبأ وذو ريدان وحضرموت ويمنت وعربهم على تودم وتهامة، ابن لحيعة ينوف الأول ملك سبأ وذو ريدان وحضرموت ويمنت وعربهم على تودم وتهامة، ابن شرحبيل يكف ملك سبأ وذو ريدان وحضرموت ويمنت وعربهم على تودم وتهامة، بنى وشرع وأنجز مكان العبادة (يُشهد له بكنست) ووسع المكرب [...] كل ممتلكاته [...]

## التأريخ
يرجع كريستيان جيه روبن تاريخ النقش إلى أواخر القرن الخامس الميلادي، بين عامي 480 و485 ميلادي.

## التفسير والأهمية
ويعتبر النقش نقشًا ضخمًا ويوضح تفاصيل مشاريع البناء التي قام بها الملك مارثديلان يونعيم والتي تتضمن هياكل دينية. يصف النص الملك بأنه أمر ببناء كنيس يهودي بالإضافة إلى إصلاح مكان عبادة توحيدي. يصف الكاتب في الجزيرة برس، معمر الشرجبي، هذا المكان التوحيدي للعبادة بأنه كنيسة، ولكنه في الوقت نفسه فسر أيضًا اسم الملك بأنه مرثدئلان ينوف بدلاً من مرثدئلان يأنيم.  وبحسب قوله فإن هذا النقش يدل على أن الملوك قبل اليهودية وذي نواس كانوا متسامحين مع الديانات الأخرى في مملكتهم.

## طالع أيضًا
- اليهودية في بلاد العرب قبل الإسلام [الإنجليزية]
- النقش جيه 6
- نقش جبل ضبوب
- نقش ري الزلالة

## روابط خارجية
- YM 1200 (مجموعة نقوش جنوب الجزيرة العربية)